# Allison Beckford
Allison Beckford (Jamaica, 8 de mayo de 1979) es una atleta jamaicana, especialista en la prueba de 4x400 m, en la que ha logrado ser medallista de bronce mundial en 2003.

## Carrera deportiva
En el Mundial de París 2003 ganó la medalla de bronce en los relevos 4x400 metros, con un tiempo de 3:22.92 segundos, llegando a la meta tras Estados Unidos y Rusia, y siendo sus compañeras de equipo: Lorraine Fenton, Ronetta Smith y Sandie Richards.